# ジーン・ハックマン
ジーン・ハックマン（英語: Gene Hackman、1930年1月30日 - 2025年2月18日）は、アメリカ合衆国の映画俳優。

## 来歴
カリフォルニア州サン・バーナディノ生まれ。本名はユージーン・アレン・ハックマン (Eugene Allen Hackman)。イングランド系の血を引く。16歳のとき、年齢を詐称して海兵隊に入隊。中国の駐屯地でラジオ放送のDJを務めたことから演技に興味を持つようになる。除隊後様々な職を経験。その後イリノイ大学でジャーナリズムなどを学んだ。
30歳を過ぎてから俳優を志すようになり、パサディナ・プレイハウスやリー・ストラスバーグ主催のアクターズ・スタジオでダスティン・ホフマンとともに演技を学んだのち、ニューヨークへ渡る。ホフマンが多数の映画に出演しスターダムへ上り詰める一方、ハックマンは舞台やテレビドラマで端役しか与えられず、鳴かず飛ばずの状態が続いた。
ブロードウェイでの公演を観たロバート・ロッセン監督に見出され『リリス』で映画デビュー。1967年にアーサー・ペン監督の『俺たちに明日はない』に主人公クライドの兄バック役で出演。映画出演3作目で第2回全米批評家協会賞の助演男優賞を受賞。第40回アカデミー助演男優賞にもノミネートされ、37歳にしてようやく脚光を浴びた。
1970年に『父の肖像』で再度アカデミー助演男優賞にノミネートされると、翌1971年に出演したウィリアム・フリードキン監督の『フレンチ・コネクション』での演技が認められ、第44回アカデミー主演男優賞を獲得。一躍世界中の知るところとなった。同作品で演じた粗暴なコワモテ刑事ドイルの愛称ポパイは、現在に至るまで彼の愛称として親しまれている。
その後も『ポセイドン・アドベンチャー』、『スケアクロウ』、『カンバセーション…盗聴…』、『ミシシッピー・バーニング』といった大作・名作に立て続けに出演。主演から脇役まで、また悪役から三枚目まで幅広い役柄をこなす俳優としてアメリカを代表するトップスターに上り詰めた。
なお、『ポセイドン・アドベンチャー』の日本公開時（1973年3月）に来日し淀川長治と対談した（淀川著『映画と共に歩んだわが半世紀』）。
『スーパーマン』で演じた悪役・レックス・ルーサーは、2006年に公開されたリメイク版の『スーパーマン リターンズ』でケヴィン・スペイシーがハックマンと見まがうほど役に入り込んで演じたことで、話題が再燃した。
1990年には心臓発作を起こして引退も考えたが、その後も映画に出演。病を克服して自分でも忘れるほど多くの映画に出演したことでタフガイと呼ばれた。1992年に出演したクリント・イーストウッド監督の映画『許されざる者』で第65回アカデミー助演男優賞を獲得。2002年にはゴールデン・グローブ賞の功労賞にあたるセシル・B・デミル賞を受賞した。
2004年のインタビューで俳優業の引退を公言。
俳優業引退後

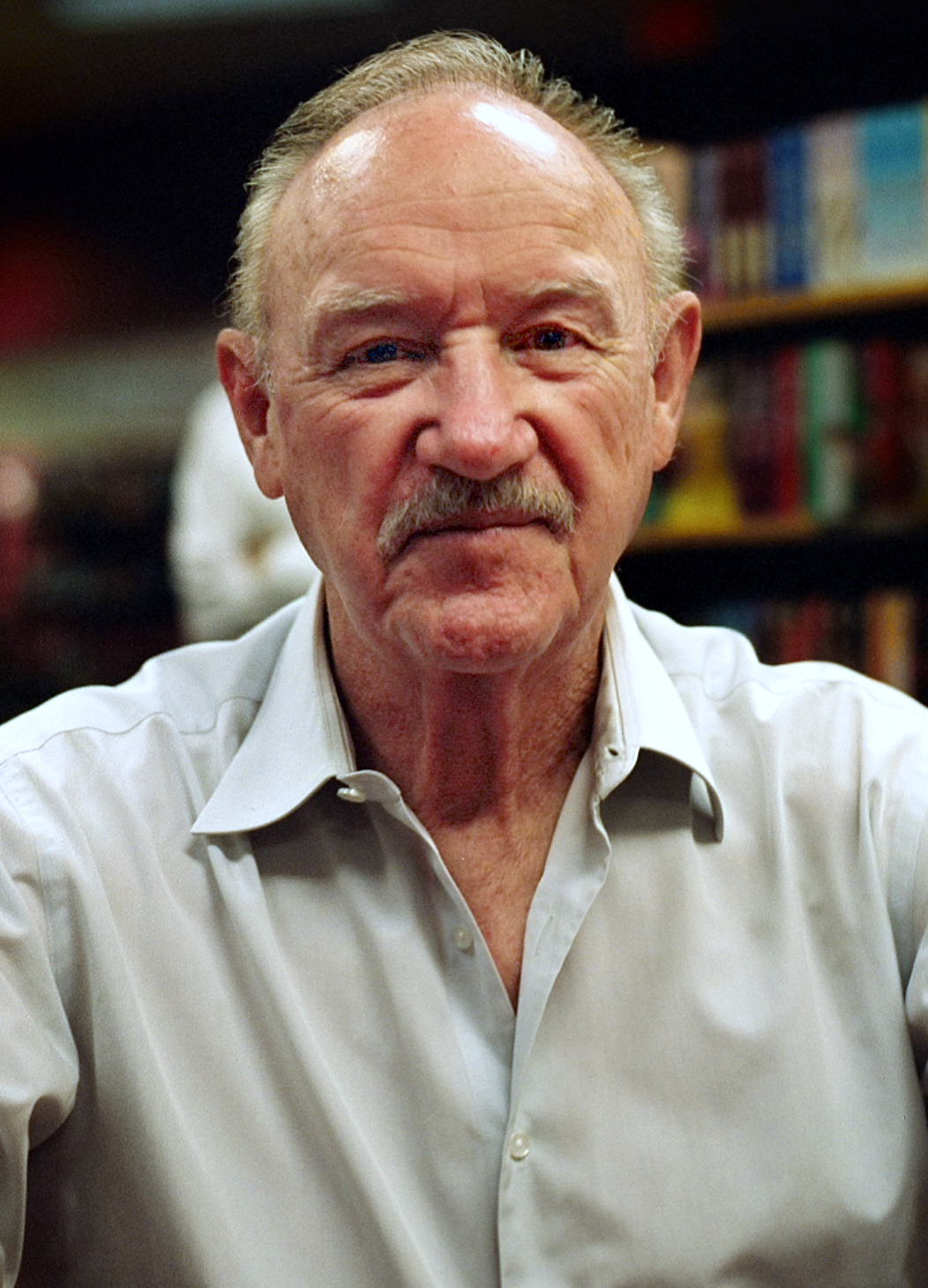
2008年、出版本にサイン中

考古学者のDaniel Lenihanと共にこれまで3冊の小説を出版している。また、2010年には単独で小説Payback at Morning Peakを出版した。
2012年1月13日、自転車に乗っていたところをトラックにはねられる事故に遭うが軽い打撲で済むなど命に別状はなかった。
2016年と2017年には海兵隊を題材にしたテレビ番組のナレーターを担当した。
2019年5月18日、国際天文学連合は彼を記念して小惑星番号55397の小惑星に対して「ハックマン (Hackman)」と命名した。

### 私生活
プライベートでは1986年に30年連れ添った最初の妻と離婚。1991年に日系人女性ピアニストのベッツィ・アラカワと再婚をした。子供は3人。

## 死去
2025年2月26日午後、サンタフェの自宅で、妻と愛犬1匹と共に亡くなっているのが警察に発見された。95歳没。
夫婦の遺体は別々の部屋で発見され、一酸化炭素中毒やガス漏れの形跡はなかった。浴室で見つかった妻の遺体の側には錠剤が散らばっていたことが判明しているが、発見直後は死因の特定に至らず、警察当局は検視に加え毒物検査も実施した。

3月7日、地元当局はハックマンの死因は心臓病であり、死亡推定日は2月18日頃と発表した。妻はその1週間前の2月11日頃、ネズミなどのげっ歯類が媒介するハンタウイルスに感染したことによる呼吸器疾患のハンタウイルス肺症候群で死亡したとみられ、深刻なアルツハイマー病を患っていたハックマンは、「妻の死に気付いていなかった可能性がある」と説明した。また、犬については、2人の死去によって水と餌がなくなった結果、餓死したものとされている。

## 主な出演作品

### 映画
| 公開年 | 邦題 原題                                               | 役名                                    | 備考 | 吹き替え |
| ------ | ------------------------------------------------------- | --------------------------------------- | --- | --- |
| 1964年 | リリス Lilith                                           | ノーマン                                | | （吹き替え版なし）                                                                                                  |
| 1966年 | ハワイ Hawaii                                           | ジョン・ウィップル博士                  | | 岸野一彦（TBS版）                                                                                                   |
| 1967年 | 体当り決死隊 First to Fight                             | ツイード                                | | |
| 1967年 | 俺たちに明日はない Bonnie and Clyde                     | バック・バロウ                          | アカデミー助演男優賞 ノミネート                                                                              | 大平透（NETテレビ版） 福田信昭（WOWOW追加録音版）                                                                   |
| 1968年 | 汚れた七人 The Split                                    | ウォルター・ブリル                      | | |
| 1968年 | 戦慄の第四帝国 Shadow on the Land                       | トーマス・デヴィス                      | テレビ映画                                                                                                   | |
| 1969年 | 暴動 Riot                                               | レッド                                  | | |
| 1969年 | さすらいの大空 The Gypsy Moths                          | ジョー                                  | | |
| 1969年 | 白銀のレーサー Downhill Racer                           | ユジーン                                | | 木村幌 |
| 1969年 | 宇宙からの脱出 Marooned                                 | バズ・ロイド                            | | 穂積隆信（NETテレビ版、テレビ朝日版） 光枝明彦（東京12ch版）                                                        |
| 1970年 | 父の肖像 I Never Sang for My Father                     | ジーン・ギャリソン                      | アカデミー助演男優賞 ノミネート                                                                              | 村越伊知郎 |
| 1971年 | さらば荒野 The Hunting Party                            | ブランド                                | | |
| 1971年 | フレンチ・コネクション The French Connection            | ジミー・ドイル（ポパイ）                | アカデミー主演男優賞 受賞 英国アカデミー賞 主演男優賞 受賞 ゴールデングローブ賞 主演男優賞 (ドラマ部門) 受賞 | 小池朝雄（フジテレビ版） 内海賢二（LD版）                                                                           |
| 1972年 | ブラック・エース Prime Cut                              | メリー・アン                            | | |
| 1972年 | ポセイドン・アドベンチャー The Poseidon Adventure       | フランク・スコット牧師                  | | 小林昭二（TBS版） 小林勝彦（テレビ朝日版） 磯部勉（テレビ朝日版、吹替補完版） 内海賢二（LD版） 石塚運昇（BS-TBS版） |
| 1972年 | Cisco Pike                                              | レオ・ホーランド                        | | N/A |
| 1973年 | スケアクロウ Scarecrow                                  | マックス・ミラン                        | | 小池朝雄（NETテレビ版） 大塚明夫（テレビ東京版）                                                                    |
| 1974年 | カンバセーション…盗聴… The Conversation                 | ハリー・コール                          | | 若山弦蔵（日本テレビ版） 石田太郎（テレビ朝日版）                                                                   |
| 1974年 | 西部に来た花嫁 Zandy's Bride                            | ザンディ・アレン                        | | 森川公也（TBS版）                                                                                                   |
| 1974年 | ヤング・フランケンシュタイン Young Frankenstein         | 盲目の男                                | | 木村幌（テレビ朝日版） 千葉順二（LD版）                                                                             |
| 1975年 | フレンチ・コネクション2 French Connection II            | ジミー・ドイル （ポパイ）               | | 小池朝雄（フジテレビ版）                                                                                            |
| 1975年 | ナイトムーブス Night Moves                              | ハリー・モーズビー                      | | 森川公也（TBS版）                                                                                                   |
| 1975年 | 弾丸を噛め Bite the Bullet                              | サム・クレイトン                        | | 小池朝雄（テレビ朝日版）                                                                                            |
| 1975年 | ラッキー・レディ Lucky Lady                             | キビー                                  | | 小池朝雄（フジテレビ版） 穂積隆信（東京12ch版）                                                                     |
| 1977年 | ドミノ・ターゲット The Domino Principle                 | ロイ・タッカー                          | | 石田太郎（テレビ朝日版）                                                                                            |
| 1977年 | 遠すぎた橋 A Bridge Too Far                             | スタニスラウ・ソサボフスキー准将        | | 上田敏也（日本テレビ版） 寺岡光盛（吹替補完版） 三木敏彦（ソフト版）                                                |
| 1977年 | 外人部隊フォスター少佐の栄光 March or Die               | フォスター少佐                          | | （吹き替え版なし）                                                                                                  |
| 1978年 | スーパーマン Superman                                   | レックス・ルーサー                      | | 小池朝雄（テレビ朝日旧版） 菅生隆之（吹替補完版） 銀河万丈（テレビ朝日新版） TBA（JAL機内版）                       |
| 1981年 | スーパーマンII 冒険篇 Superman II                       | レックス・ルーサー                      | | 石田太郎（テレビ朝日旧版） 菅生隆之（吹替補完版） 藤本譲（TBS版） 銀河万丈（テレビ朝日新版）                        |
| 1981年 | 恋のドラッグストア・ナイト All Night Long               | ジョージ                                | | |
| 1981年 | レッズ Reds                                             | ピート                                  | | ふくまつ進紗（U-NEXT版）                                                                                            |
| 1981年 | 錆びた黄金 Eureka                                       | ジャック                                | | （吹き替え版なし）                                                                                                  |
| 1983年 | アンダー・ファイア Under Fire                           | アレックス・グレイザー                  | | 石田太郎（テレビ朝日版）                                                                                            |
| 1983年 | 地獄の7人 Uncommon Valor                                | ジェイソン・ローズ大佐                  | | 富田耕生（日本テレビ版）                                                                                            |
| 1984年 | ウィンター・ローズ Misunderstood                        | ネッド                                  | | （吹き替え版なし）                                                                                                  |
| 1985年 | 燃えてふたたび Twice in a Lifetime                      | ハリー・マッケンジー                    | | |
| 1985年 | ターゲット Target                                       | ウォルター・ロイド / ダンカン・ポッター | | 小林修（フジテレビ版）                                                                                              |
| 1986年 | キングの報酬 Power                                      | ウィルフレッド・バックリー              | | 仁内建之（フジテレビ版）                                                                                            |
| 1986年 | 勝利への旅立ち Hoosiers                                 | ノーマン・デイル                        | | 池田勝（テレビ朝日版）                                                                                              |
| 1987年 | スーパーマン4 最強の敵 Superman IV: The Quest For Peace | レックス・ルーサー                      | | 藤本譲（テレビ朝日版）                                                                                              |
| 1987年 | 追いつめられて No Way Out                               | デヴィッド・ブライス                    | | 筈見純（ソフト版） 小林修（テレビ東京版） 石田太郎（テレビ東京版）                                                  |
| 1988年 | バット★21 Bat 21                                        | アイシール・ハンブルトン中佐            | | 黒沢良（VHS版、TBS版）                                                                                              |
| 1988年 | 私の中のもうひとりの私 Another Woman                    | ラリー・ルイス                          | | （吹き替え版なし）                                                                                                  |
| 1988年 | 傷だらけの青春 Split Decisions                          | ダン                                    | | |
| 1988年 | ブルーウォーターで乾杯 Full Moon in Blue Water          | フロイド                                | | |
| 1988年 | ミシシッピー・バーニング Mississippi Burning            | ルパート・アンダーソン                  | アカデミー主演男優賞 ノミネート ベルリン国際映画祭 銀熊賞 (男優賞) 受賞                                      | 内海賢二（ソフト版） 石田太郎（テレビ朝日版）                                                                       |
| 1989年 | ザ・パッケージ/暴かれた陰謀 The Package                 | ジョニー・ギャラガー                    | | 石田太郎（TBS版）                                                                                                   |
| 1990年 | キャノンズ Loose Cannons                                | マック・スターン刑事                    | | 石田太郎 |
| 1990年 | ハリウッドにくちづけ Postcards from the Edge            | ローウェル・コルチェク                  | | 石田太郎（VHS版）                                                                                                   |
| 1990年 | カナディアン・エクスプレス Narrow Margin                | ロバート・コールフィールド              | | 石田太郎（ソフト版、テレビ朝日版） 小林修（フジテレビ版）                                                           |
| 1991年 | 訴訟 Class Action                                       | ジェデダイア・タッカー・ウォード        | | 石田太郎 |
| 1991年 | ロシアン・ルーレット Company Business                   | サム・ボイド                            | | （吹き替え版なし）                                                                                                  |
| 1992年 | 許されざる者 Unforgiven                                 | リトル・ビル・ダゲット                  | アカデミー助演男優賞 受賞 英国アカデミー賞 助演男優賞 受賞 ゴールデングローブ賞 助演男優賞 受賞              | 石田太郎（ソフト版、テレビ朝日版）                                                                                  |
| 1992年 | ザ・ファーム 法律事務所 The Firm                        | エイヴァリー・トラー                    | | 池田勝（ソフト版、フジテレビ版）                                                                                    |
| 1993年 | ジェロニモ Geronimo: An American Legend                 | ジョージ・クルーク                      | | 石田太郎 |
| 1994年 | ワイアット・アープ Wyatt Earp                           | ニコラス・アープ                        | | 大宮悌二（ソフト版） 石田太郎（テレビ東京版）                                                                       |
| 1995年 | クイック&デッド The Quick and the Dead                  | ジョン・ヘロッド                        | | 石田太郎（ソフト版、テレビ朝日版）                                                                                  |
| 1995年 | クリムゾン・タイド Crimson Tide                         | フランク・ラムゼイ                      | | 石田太郎（ソフト版、テレビ朝日版） 穂積隆信（日本テレビ版）                                                         |
| 1995年 | ゲット・ショーティ Get Shorty                           | ハリー・ジム                            | | 坂口芳貞 |
| 1996年 | バードケージ The Birdcage                               | ケヴィン・キーリー上院議員              | | 石森達幸（ソフト版） 石田太郎（テレビ朝日版）                                                                       |
| 1996年 | ボディ・バンク Extreme Measures                         | ローレンス・マイリック医師              | | 石田太郎 |
| 1996年 | チェンバー/凍った絆 The Chamber                         | サム・ケイホール                        | | 石田太郎 |
| 1997年 | 目撃 Absolute Power                                     | アレン・リッチモンド大統領              | | 石田太郎（ソフト版、テレビ朝日版）                                                                                  |
| 1998年 | トワイライト 葬られた過去 Twilight                      | ジャック・エイムズ                      | | 池田勝 |
| 1998年 | アンツ Antz                                             | マンディブル将軍                        | アニメ映画、声の出演                                                                                         | 有本欽隆 |
| 1998年 | エネミー・オブ・アメリカ Enemy of the State             | ブリル / エドワード・ライル             | | 勝部演之（ソフト版） 石田太郎（テレビ東京版）                                                                       |
| 2000年 | アンダー・サスピション Under Suspicion                  | ハリー・ハースト                        | | 石田太郎（ソフト版、テレビ東京版）                                                                                  |
| 2000年 | リプレイスメント The Replacements                       | ジミー・マクギンティー                  | | 池田勝 |
| 2001年 | ザ・メキシカン The Mexican                              | アーノルド・マルゴリース                | クレジットなし                                                                                               | 佐々木勝彦（ソフト版） 小林修（テレビ朝日版） TBA（機内上映版）                                                     |
| 2001年 | ハートブレイカー Heartbreaker                           | ウィリアム・B・テンシー                 | | 中村正 |
| 2001年 | ザ・プロフェッショナル Heist                            | ジョー・ムーア                          | | 石田太郎 |
| 2001年 | ザ・ロイヤル・テネンバウムズ The Royal Tenenbaums       | ロイヤル・テネンバウム                  | ゴールデングローブ賞 主演男優賞 (ミュージカル・コメディ部門) 受賞                                            | 石田太郎 |
| 2001年 | エネミー・ライン Behind Enemy Lines                     | レスリー・マクマホン・レイガート司令官  | | 石田太郎（ソフト版、フジテレビ版）                                                                                  |
| 2003年 | ニューオーリンズ・トライアル Runaway Jury               | ランキン・フィッチ                      | | 石田太郎（ソフト版） 麦人（機内上映版）                                                                             |
| 2004年 | ムースポート Welcome to Mooseport                       | モンロー・コール                        | | 池田勝（ソフト版、機内上映版）                                                                                      |

### 広告・CM
- キリンビール「キリンドライ」、1988年

## 日本語吹き替え
主に担当していたのは、以下の二人である。
石田太郎
『カンバセーション…盗聴…』（テレビ朝日版）で初担当。『スーパーマンII』（テレビ朝日旧版）で前作で小池朝雄（後述）が演じていたレックス・ルーサー役を引き継いでからは大半の作品で担当するようになり、ハックマンのフィックス（専属）として定着した。
小池朝雄
『フレンチ・コネクション』（フジテレビ版）で初担当。ハックマンの当初のフィックスとして知られた。先述の石田太郎は劇団の後輩にあたり、小池のものまねを得意としていた。
このほかにも、小林修、内海賢二、穂積隆信、池田勝なども複数回、声を当てている。

## 受賞歴
- アカデミー賞
  - 1967年『俺たちに明日はない』 助演男優賞（ノミネーション）
  - 1970年『父の肖像』 助演男優賞（ノミネーション）
  - 1971年『フレンチ・コネクション』 主演男優賞（受賞）
  - 1988年『ミシシッピー・バーニング』 主演男優賞（ノミネーション）
  - 1992年『許されざる者』 助演男優賞（受賞）

## 参照
1. ↑  Profiles - Gene Hackman - hellomagazine.com
2. 1 2 3  Stated on Inside the Actors Studio, 2001
3. ↑  Blair, Iain (2008年6月5日). “Just a Minute With: Gene Hackman on his retirement”.   Reuters. 2008年10月29日時点のオリジナルよりアーカイブ。2008年7月19日閲覧。
4. ↑  ジーン・ハックマンがトラックにはねられ - 芸能ニュース : nikkansports.com
5. ↑  The Unknown Flag Raiser of Iwo Jima 2016年7月3日
6. ↑  We, the Marines 2017年7月21日
7. ↑  “NEW NAMES OF MINOR PLANETS”. The MINOR PLANET CIRCULARS/MINOR PLANETS AND COMETS.  小惑星センター (2019年5月18日). 2019年5月25日閲覧。
8. ↑  “Betsy Arakawa, Gene Hackman's wife, was a businesswoman, former pianist and decades-long companion” (英語). NBC News (2025年2月27日). 2025年3月2日閲覧。
9. ↑  “Gene Hackman: Hollywood legend dies aged 97” (英語). BBC News. BBC. (2025年2月27日) 2025年2月27日閲覧。
10. ↑  Shakhnazarova, Nika (2025年2月27日). “Gene Hackman and wife Betsy found dead in New Mexico home: police” (英語). ニューヨーク・ポスト 2025年2月27日閲覧。
11. ↑  “米俳優ハックマンさん夫妻死亡、ガス漏れは死因から排除　自宅調査で「特筆すべき発見なし」”. CNN (2025年3月6日). 2025年3月8日閲覧。
12. ↑  “米俳優ハックマンさん、死因特定できず　毒物検査も”. 日本経済新聞. (2025年3月1日) 2025年3月2日閲覧。 {{cite news}}: |work=、|newspaper=引数が重複しています。 (説明)⚠
13. ↑  “ジーン・ハックマンさん死因は心臓病…深刻なアルツハイマー病「妻の死に気付いていなかった可能性」”. 読売新聞オンライン (2025年3月8日). 2025年3月8日閲覧。
14. 1 2  “Gene Hackman's wife died of hantavirus; actor died of cardiovascular disease, Alzheimer's: Officials” (英語). ABC News. 2025年3月8日閲覧。
15. ↑  “吹替の帝王 -日本語吹替版専門映画サイト-｜ 20世紀フォックス ホーム エンターテイメント（Wayback Machineによるアーカイブ）” (2019年6月18日). 2025年6月12日閲覧。